# 1816년 미국 하원의원 선거
1816년 미국 하원의원 선거는 1816년 미국에서 치러진 하원의원 선거이다. 연방당은 분리원칙으로 인해 반역자의 이미지가 생겼고 1812년 전쟁의 결과는 애국심을 고취시키고 전쟁을 이끈 민주공화당에게 유리하게 다가왔다. 이로써 미국은 화합의 시대로 접어든다

## 선거 결과
| 정당       | 의석 수 |
| ---------- | ------- |
| 민주공화당 | 146석   |
| 연방당     | 30석    |
| 합계       | 185석   |